# Cerkiew św. Mikołaja w Brześciu (nieistniejąca)
Cerkiew św. Mikołaja — nieistniejąca obecnie cerkiew prawosławna, a następnie unicka. Pierwotnie zapewne reprezentowała budownictwo gotyckie na terenie Wielkiego Księstwa Litewskiego. Przebudowana w okresie baroku. Na rozkaz władz carskich zburzona wraz z całą brzeską Starówką w związku z budową twierdzy brzeskiej.

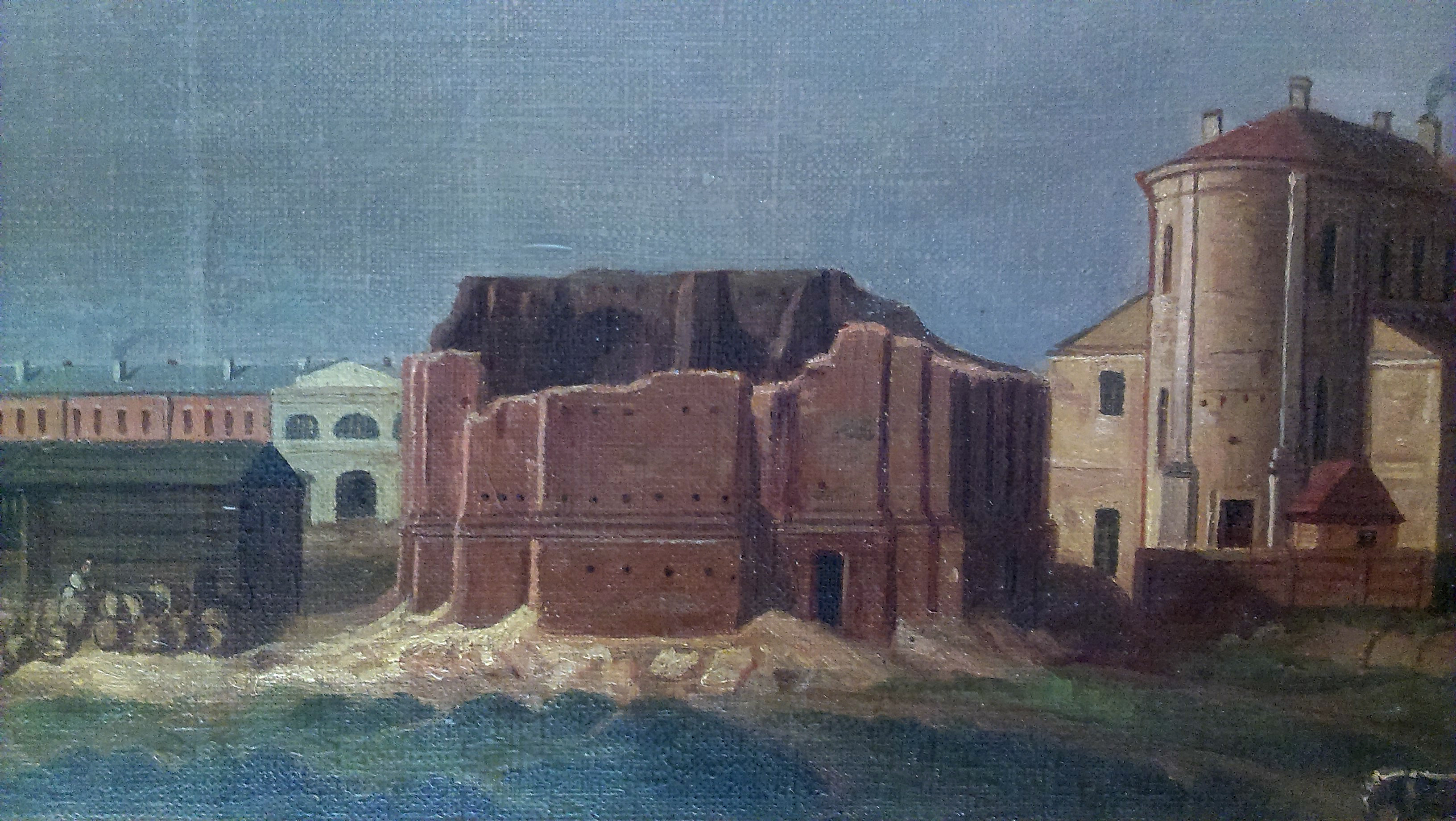
Cerkiew św. Mikołaja w 1840 r.

## Historia
- 1390 — pierwsza wzmianka o cerkwi św. Mikołaja przy okazji nadania Brześciowi prawa magdeburskiego.
- 1596 — sobór brzeski i podpisanie w świątyni aktu unii kościelnej, w wyniku czego cerkiew stała się świątynią unicką.
- 1839 — kasata unii brzeskiej na ziemiach zabranych, przejęcie świątyń Kościoła greckokatolickiego przez Rosyjską Cerkiew Prawosławną.
- 1840–1850 — zburzenie Starego Miasta (w tym cerkwi) przez władze rosyjskie pod budowę twierdzy brzeskiej.